# Кабаланы
Кабала́ны — деревня в Буинском районе Татарстана. Входит в состав Черки-Кильдуразского сельского поселения.

## География
Находится в юго-западной части Татарстана, в 20 км к северу от районного центра — города Буинск.

## История
Основана в XVII веке. В исторических документах упоминается также под названиями Кабаланов Куст, Бикбулатово.
В XVIII — первой половине XIX века жители относились к сословию государственных крестьян. Основные занятия жителей в этот период — земледелие и скотоводство, был распространён извоз.
В «Списке населенных мест по сведениям 1859 года», населённый пункт упомянут как казённая деревня Бикбулатова (Кабаланов Куст) 2-го стана Тетюшского уезда Казанской губернии. Располагалась при овраге Кабалане, на почтовом тракте из Казани в Симбирск, в 43 верстах от уездного города Тетюши и в 5 верстах от становой квартиры во владельческом селе Знаменское (Чипчаги). В деревне, в 48 дворах проживали 278 человек (144 мужчины и 134 женщины), были мечеть, почтовая станция, этап.
В начале XX века в деревне располагалась почтовая станция, действовали мечеть, медресе, 2 бакалейные лавки. В этот период земельный надел сельской общины составлял 577,2 десятины.
До 1920 года деревня входила в Чирки-Кильдуразовскую волость Тетюшского уезда Казанской губернии. С 1920 года в составе Тетюшского, с 1927 — Буинского кантонов ТАССР. С 10 августа 1930 года в Буинском районе.
В 1930 году в деревне был организован первый колхоз, с 1994 года Ассоциация крестьянских хозяйств «Коммуна», с 1999 — ООО «Коммуна».

## Население
| 1782 | 1859 | 1897 | 1908 | 1920 | 1926 | 1938 | 1949 | 1958 | 1970 | 1979 | 1989 | 2002 | 2010 | 2015 |
| ---- | ---- | ---- | ---- | ---- | ---- | ---- | ---- | ---- | ---- | ---- | ---- | ---- | ---- | ---- |
| 55   | 278  | 455  | 550  | 515  | 340  | 333  | 271  | 270  | 138  | 94   | 65   | 32   | 21   | 16   |

Национальный состав села — татары.

## Религия
В деревне действует мечеть (2000 г.).